# Сарасин, Пот
Пот Сарасин (тайск. พจน์ สารสิน; 25 марта 1905, Бангкок — 28 сентября 2000, Бангкок) — государственный и политический деятель Таиланда, премьер-министр (1957).

## Биография
Был выходцем из влиятельного политического и экономического клана этнических китайцев Сарасин. Отец Пота, Тхан Хи (1848—1925), был первым тайцем, получившим образование в США. Пот получил юридическое образование в Wilbraham & Monson Academy в США и стажировался в Middle Temple — одном из наиболее престижных юридических сообществ Лондона. С 1933 по 1945 годы Пот Сарасин практиковал в качестве адвоката в Бангкоке. Сарасин входил в ближайшее окружение премьер-министра Пибунсонграма, и после выхода последнего из тюрьмы в 1946 году, оказал ему финансовую поддержку. Пибунсонграм, в свою очередь, после своего возвращения в кресло премьер-министра, назначил Сарасина заместителем министра иностранных дел в 1948 году, а в 1949 году — министром. Эту должность П. Сарасин занимал до 1951 года. В качестве министра иностранных дел П. Сарасин был последовательным противником попыток Пибунсонграма признать профранцузский марионеточный режим Бао Дая во Вьетнаме. В конце концов Пибунсонграм пренебрёг рекомендациями своего министерства иностранных дел и 28 февраля 1951 года объявил об официальном признании королевских правительств Лаоса, Камбоджи и Вьетнама. В знак протеста П.Сарасин подал в отставку. Как отмечают историки, это был единственный случай, когда тайский министр иностранных дел подал в отставку по идейным соображениям. После отставки с поста министра П.Сарасин был направлен послом в США и занимал эту должность до 1957 года.
После военного переворота в сентябре 1957 года, один из руководителей переворота, маршал Сарит Танарат предложил кандидатуру П. Сарасина на должность премьер-министра (главным образом в целях налаживания отношений с США), и 21 сентября 1957 года Сарасин был утверждён в этой должности. Одновременно, в сентябре 1957 года, П. Сарасин был избран первым генеральным секретарём СЕАТО. В декабре 1957 года в Таиланде состоялись внеочередные парламентские выборы, после которых кабинет П. Сарасина ушёл в отставку. После отставки продолжал работу в качестве генерального секретаря СЕАТО и занимал эту должность до 1964 года. После завершения полномочий ушёл на пенсию, до конца жизни проживал в Бангкоке.

## Семья
Был женат на Кхуниайнг Сири Сарасин, в браке у них было трое детей: Понг — бизнесмен, Поу — генерал полиции, и Арса, который также был министром иностранных дел Таиланда, а в настоящее время работает личным секретарём короля Пхумипона Адульядета (Рамы IX).. Все трое сыновей П.Сарасина в своё время занимали пост заместителя премьер-министра Таиланда.